# 蒂爾堡車站
蒂爾堡車站（荷蘭語：Station Tilburg）是荷蘭北布拉邦省蒂爾堡的一座鐵路車站，位於布雷達－埃因霍溫鐵路和蒂爾堡－奈梅亨鐵路上。於1863年10月5日啟用，最初為一座新古典主義車站。目前的車站是由建築師科恩·范德加斯特設計，於1965年完工。車站於2013年初至2019年3月進行翻新，並在北側新增第二個入口。

## 圖片集

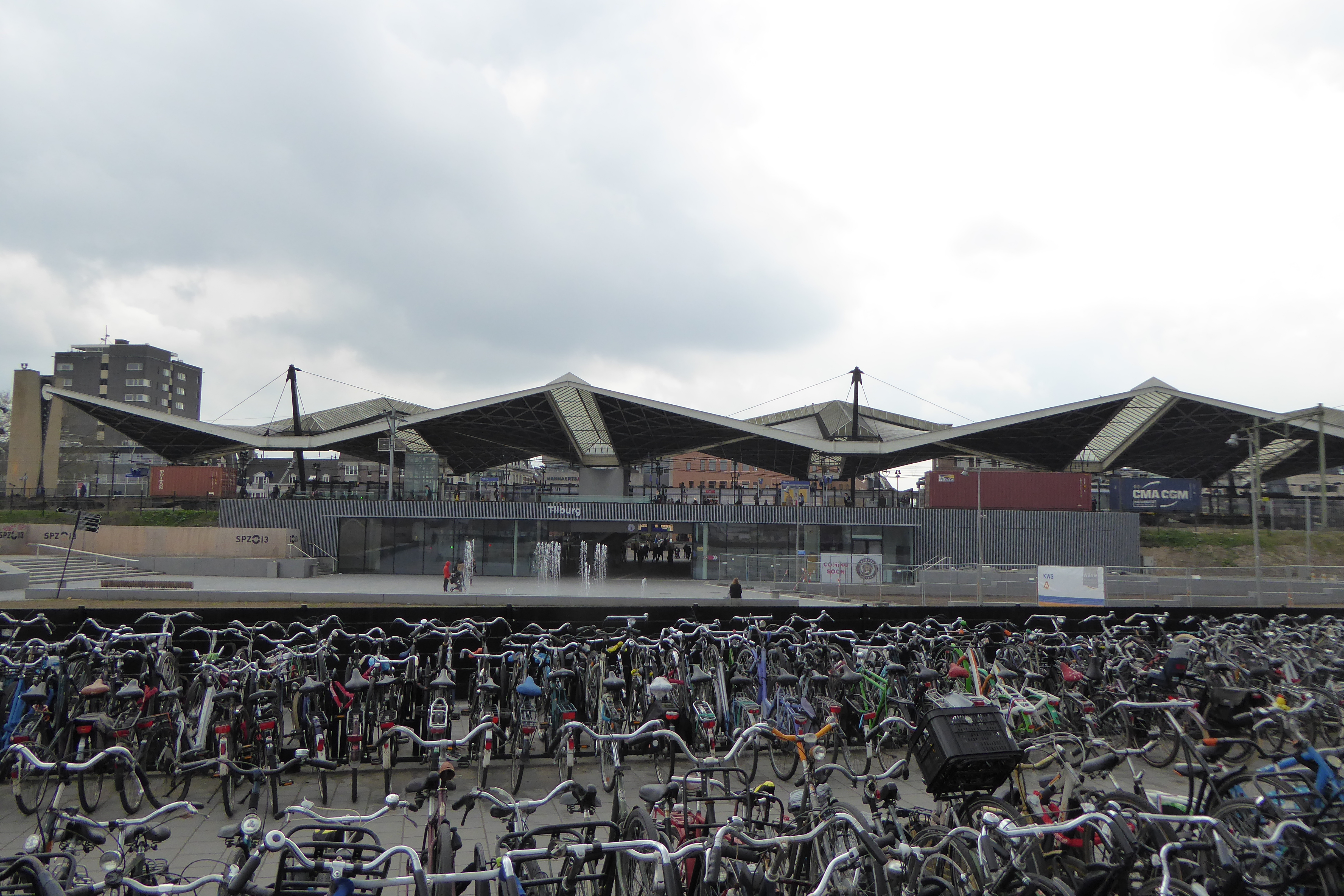
蒂爾堡車站（2017年）
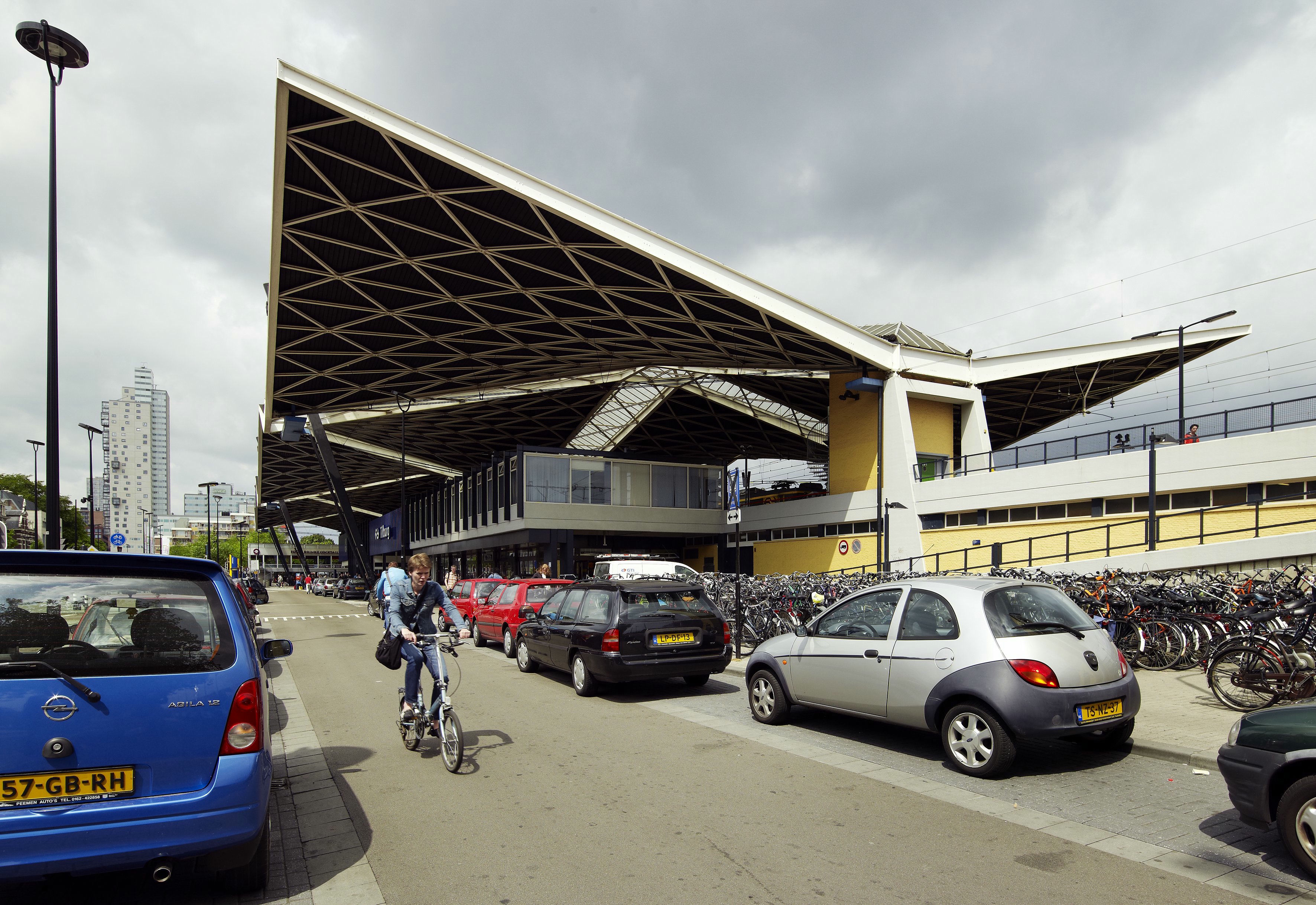
蒂爾堡車站（2009年）
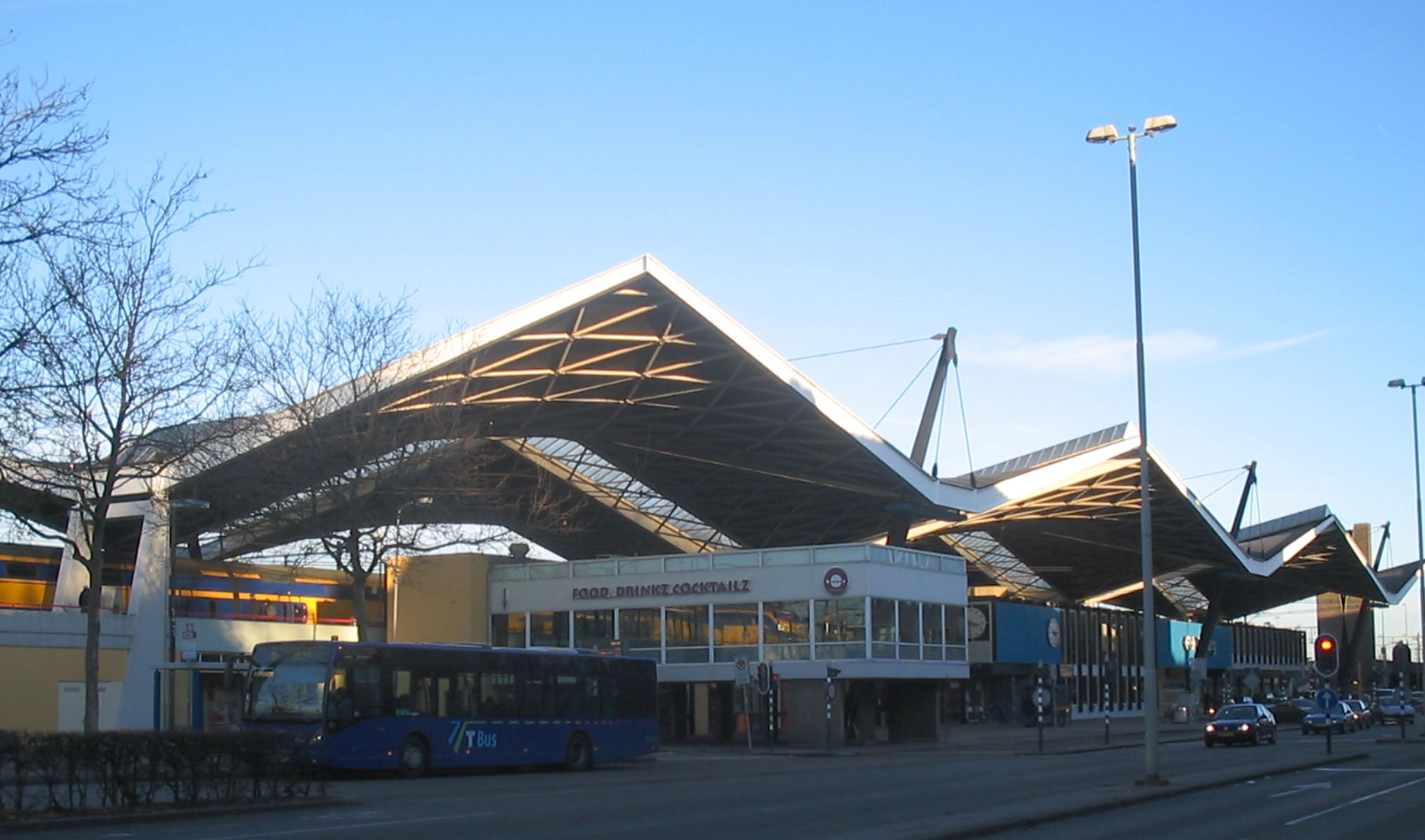
蒂爾堡車站（2005年）
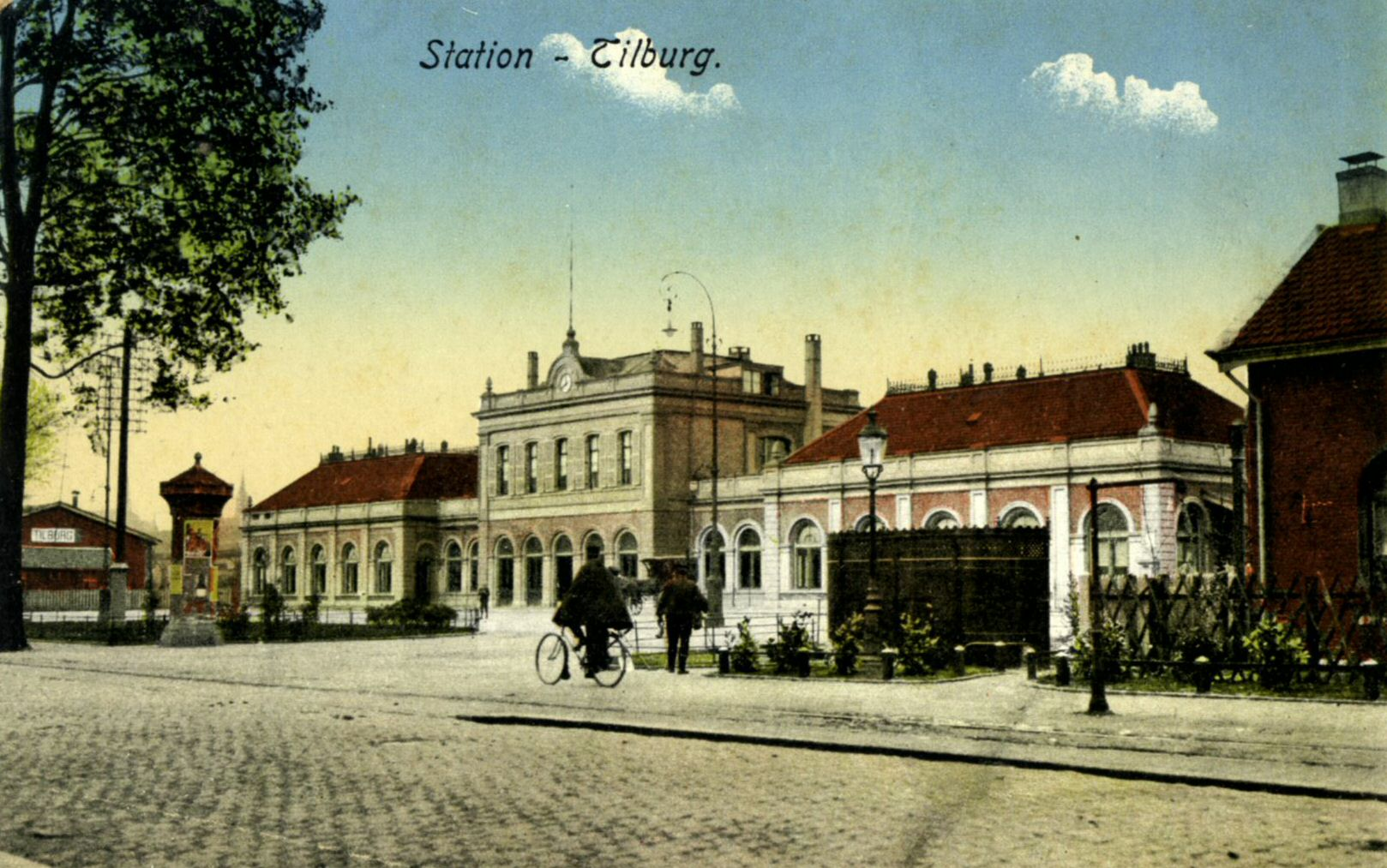
1920年的蒂爾堡舊車站。於1961年被拆除。